# Monasterio de Santa María de Lavaix
El monasterio de Santa María de Lavaix (en catalán: monestir de Santa Maria de Lavaix) se encuentra actualmente en ruinas que, la mayor parte del año, están anegadas por el pantano de Escales, en el Pont de Suert, comarca de la Alta Ribagorza, provincia de Lérida, Cataluña, España. Está dentro del término municipal de el Pont de Suert, en su término primigenio.
Cuando las aguas del pantano están en sus niveles altos, los restos del monasterio sobresalen un poco de la superficie del agua. Cuando bajan, se puede acceder fácilmente a pie desde la boca sur del túnel de Lavaix, de la carretera N-260, donde hay un pequeño espacio para dejar los vehículos.

## Historia

### ElCartoral de Lavaix
La documentación que puede dar luz a la historia del monasterio de Lavaix está muy fragmentada, y en parte desaparecida. El archivo del monasterio sufrió diversas expoliaciones, la primera de las cuales, y muy importante, tuvo lugar durante la Guerra de Sucesión, pero los eventos históricos ocurridos los tres siglos posteriores continuaron con la destrucción de aquel importante archivo.
En la biblioteca de la Real Academia de la Historia de Madrid se conserva una copia fidedigna del Cartoral de Lavaix, de los siglos XII y XIII, hecha en 1782 por el prior de Santa María de Meyá: Manuel de Abad y Lasierra. El archivo Capitular de Lérida conserva un pequeño conjunto de documentos de Lavaix que se guardaban en la iglesia parroquial del Pont de Suert.

### Las órdenes monásticas y los obispos de Lavaix
Santa María de Lavaix es el monasterio catalán que ha pasado por más manos jerárquicas diferentes. En sus inicios, conocido con el nombre de Vilanova, pertenecía al obispado de Urgel, en el siglo X pasó al efímero obispado de Pallars, después al de Roda, luego al de Barbastro (también efímero) y acabó perteneciendo al de Lérida, al cual de hecho todavía pertenece hoy día su territorio.
En cuanto a las órdenes monásticas, fue independiente, benedictino, canonical y cisterciense, ya hasta su disolución, en el momento de las desamortizaciones del siglo XIX.

### Historia del monasterio

#### Los inicios
En el año 848 se fundó el monasterio de San Julián de Sentís por el abad Trasoad, que fue trasladado pronto in insula qui vocant Lavagiu, al lugar que se llamaba Vilanova en un primer momento. Poco más o menos, era el actual emplazamiento de Lavaix, posiblemente unas grutas que había allí cerca de la localización actual del monasterio, que hoy en día no se pueden ver porque están inundadas por el pantano. El mismo año, el abad Trasoad obtuvo del conde y marqués Fredelo de Tolosa de Languedoc la inmunidad en los conflictos que allí hubiese a causa de las luchas condales en que interviniese el tolosano.
En 939 es nombrado bajo la jurisdicción del obispo Atón de Ribagorza. Consta una comunidad de una docena de miembros, bajo el abadiazgo de Adroer, ligado al obispado de Roda. En 947 consta la observación de la regla de san Benito, por parte de los de Lavaix. También obtuvo una nueva carta de inmunidad, ahora del conde de Ribagorza Ramón II.
El monasterio tenía diversas advocaciones: Santa María, San Pedro, San Juan, San Lorenzo..., que correspondían a los diferentes altares, servidos cada uno por un monje sacerdote. Era una época en que la situación fronteriza del monasterio le dio mucha importancia estratégica, y tanto el conde de Pallars como el de Ribagorza procuraron estar bien allí, y recibió diversas donaciones que fortalecieron su posición: Massivert, la casa de san Juan en la Espluga del castillo de Viu, entre otros. Esta etapa supuso la consolidación del monasterio.

#### El monasterio benedictino
Entre 947 y 1092 fue monasterio benedictino. Supuso una primera etapa de expansión, con ampliación de la iglesia y de las dependencias monacales: en 1015 el obispo Eimerico de Ribagorza consagró dos nuevos altares, mientras se obtenían nuevas donaciones, como San Vicente de Soperún (acabado de conquistar por el conde Unifredo I), Rins y Serraduy (de la banda ribagorzana), Aramunt y Hortoneda (de la pallaresa), molinos, alodios, casas, bodegas, tierras, viñas con trullo... Eso abrió paso a numerosas dotaciones personales para Lavaix, de manera que el valle de Adons pasó pronto a estar bajo su control.

#### La canónica de Lavaix
Acabó esta etapa en el año 1092, momento en que Ramón Ramón, canónigo de Roda y de Urgel, impuso la regla canonical con tal de ejercer un control más grande sobre el monasterio. Pronto el papa Pascual II adscribió Lavaix al obispado de Roda, ya en aquel momento dependiente de Lérida, y en 1112 absorbió el monasterio de San Genís de Bellera. A continuación, en 1140 se hizo efectiva la protección de los Erill, los cuales iniciaron la construcción de la gran iglesia, con claustro anexo, las ruinas de la cual son las que sobreviven hoy en día.
Se trataba de una iglesia de planta de cruz latina de una sola nave con el cabezal de tres ábsides. El claustro tenía 16 capiteles, con el panteón familiar de los barones de Erill y alrededor de este patio la distribución del resto de los habitáculos para la comunidad de monjes.

#### Lavaix, monasterio cisterciense
En 1223 el obispo de Lérida Berenguer de Erill, perteneciente a la familia que había cogido el monasterio bajo su protección, restauró la orden monástica en Lavaix, adscribiendo el monasterio a la orden del Císter, bajo la guía del monasterio occitano de Bonafont. La crecida del monasterio fue importante, y en 1230 un grupo de monjes de Lavaix llegó a fundar un monasterio filial en el Bajo Cinca, en Santa María de Fontclara.
A causa de su prosperidad, se le hicieron diversas reformas y ampliaciones, la más importante fue la construcción de un palacio abadial, a ras del monasterio, y de otro señorial, construido por los Erill como residencia de la familia, que seguramente se encontraba arriba en el cerro que domina el monasterio por el lado norte, donde están los restos del Castillo de Lavaix, que era este palacio.
Las donaciones y, por tanto, el incremento del patrimonio y del poder de Lavaix, continuaban: en 1408 recibieron la iglesia parroquial de Arén, con todo su patrimonio.
La Edad Moderna fue una época de estabilización y de inicio de decadencia del monasterio. Es una época en que comenzó a recibir las consecuencias de las guerras y otras agitaciones sociales, en medio de las cuales sólo se vio un cierto avivamiento coincidente con el barroco, momento en que se restauró el monasterio, especialmente la iglesia, según el gusto de la época.
Mantuvo su gran poder hasta la desamortización de 1821. Todavía continuó la vida monacal unos cuantos años más, pero al final quedó abandonado y en pésimo estado a causa de las guerras carlistas y a los expolios que sufrió. En 1821 se subastaron sus bienes, en 1833 los revolucionarios quemaron la biblioteca, en 1835 se hizo efectiva la definitiva exclaustración, el 1855 abandonaron el lugar los últimos monjes que aún quedaban y en 1874 quedaron suprimidos todos los privilegios nominales que quedaban. Santa María de Lavaix pasó a ser un santuario de la parroquia del Pont de Suert. Finalmente, en 1950 las aguas del Pantano de Escales cubrieron estacionalmente los restos. Lo que quedaba del monasterio y de la iglesia se fue cayendo paulatinamente, hasta el estado en que se encuentra actualmente.

#### Posesiones de Santa María de Lavaix

##### Alodios
- En Adons
- En Alfarrás
- En Aramunt
- En Arén
- En Bohí
- En Buira, en Bonansa
- En Castellars
- En Enviny
- En Erillcastell
- En Erill la Vall
- En Fraga
- En Hortoneda
- En Isdes
- En Malpàs
- En Palau de Noguera
- En Parets Altes
- En Peranera
- En Puimolar
- En Pujalt
- En Rivert
- En Salàs de Pallars
- En San Lorenzo, cerca de Montañana
- En Sas
- En Sensui
- En Señíu
- En Cirés
- En Tendrui
- En Toralla
- En Torm
- En Vallsenyiu
- En Viu de Llevata

##### Castillos
- Castillo de Gironella
- Castillo de Vilba

##### Celdas y antiguos prioratos
- San Genís de Bellera
- Celda de San Vicente del Sas
- Priorato de San Miguel de Cellers
- San Juan de Viu

##### Iglesias
- Santa Cecilia de Abella de Adons
- San Vicente de Adons
- San Martín de Ballmoll
- Santa María de Cardet
- San Juan Bautista de Castissent
- Santa María de la Clua
- Iglesia de Enrens
- Santa Eulalia de Erill la Vall
- San Saturnino de Esperan
- San Pedro de Espills
- San Acisclo y Santa Victoria de Gironella
- San Juan Bautista de Guiró
- San Esteban de Igüerri
- Santa María de Irgo
- Lacera
- San Lorenzo de Montiberri
- San Julián de Mur
- San Martín de Parets Altes
- San Roque de Prullans
- Puimolar
- El Ru
- San Vicente de Saurí
- Santa Bárbara de Sensui
- Iglesia de San Serni, cerca de Gotarta

##### Prioratos
- Santa María de Fontclara, en Albalate (Bajo Cinca)

##### Salinas
- Salinas de Gerri de la Sal

##### Villas y honores
- Abella de Adons
- Aguilar
- Aguilar
- Arassant
- Asserant
- La Casa de Paitol, en Zaidín
- La Clua
- Enrens
- Erta
- Esperan
- Fontclara, en Albalate
- Gotarta
- Guirón
- Irgo
- Massivert
- Miravet, en Bonansa
- El Pont de Suert
- Raons
- Salines
- Sueix
- Suert
- La Torre de Buira
- Trepadús
- En el Valle de Arán
- Ventolà

#### Abadía

##### Monasterio independiente
- Trasoad de Vilanova (848)
- Adrover (abad episcopal) (939-950)

##### Monasterio benedictino
- Quinto (956-959)
- Mirón (961-980)
- Galindo de Lacera (1005)
- Dacón (1010-1022)
- Servidéu (1023-1043)
- Marqués (1048-1065)
- Grimau (1090)

##### Canónica
- Ramón Ramón, canónigo de Roda y de Urgel (1092-1118)
- Martín, canónigo de Urgel (1119-1138)
- Berenguer, canónigo y arcediano de Urgel (1140-1147)
- Pedro de Eroles, canónigo y arcediano de Roda (1148-1173)
- Bertrán, canónigo de Roda (1185-1203)

##### Monasterio cisterciense
- Bernardo I (1226)
- Guillermo (1227-1228)
- Poncio (1230)
- Juan (1236-1238)
- Guerau (1048-+1065)
- N. Sancho (1250-1259)
- Pedro (1251)
- Guillermo García (1274-+1297)
- Pedro de Bigorra (1310)
- Bafet (1312)
- Arnau Guillermo de Serramont (1322-+1348)
- Bernardo II (1328)
- Bernardo Padilla (1334)
- Vidal de Montoliu (1341-+1357)
- Arnau de Mont (+1366)
- Bertrán Fort (1369-+1403)
- Guillermo de la Espluga (+1407)
- Ramón Albi (1408-+1422)
- Antonio Español (1427). Canónigo de Roda
- Guillermo (1436)
- Pedro de Cardona (1502-1515). Obispo de Urgel
- Juan Duran (1515-1530). Obispo de Uregell
- Jaime Font (+1606)
- Bernardo Macip (+1634)
- Miguel Monrós (+1640)
- Juan Canut (+1668)
- Juan Fillat (+1679)
- Agustín Casals (+1680)
- José Gil (1758)
- Antonio Gilabert (-1861)

## El monasterio y el claustro
El espacio que ocupaba el monasterio es el más desconocido, hoy por hoy. Las excavaciones hechas en los últimos años han traído a la luz bastantes detalles, pero la falta de publicación en abierto (en forma de libros o artículos) hacen que de momento haga falta esperar que avancen más las prospecciones y se puedan conocer los resultados.
El claustro tenía 16 capiteles con el panteón familiar de los barones de Erill y alrededor de este patio la distribución del resto de los habitáculos para la comunidad de monjes. Ocupaba el lado sur de la iglesia, la cual cerraba el conjunto por el norte, arrambándose a la montaña. Más al sur del claustro se hallaban las dependencias monacales.

## La iglesia
La iglesia es el espacio más conocido, sobre todo porque se vio hasta los años 50. Con la bóveda derrumbada ya, pero el resto de paredes estaban todavía en pie, y se conoce bien la planta.
Era una iglesia de una sola nave cubierta con bóveda de cañón semicircular, con la nave dividida en tres tramos separados por arcos torales, transepto y cabecera con tres ábsides semicirculares, en origen; el central era un poco más grande que los laterales. Asimismo, el transepto era más bajo que la nave y, por tanto, su bóveda no quedaba tallada por la del crucero.
Las reformas de la época barroca sustituyeron el ábside central por un presbiterio mucho más profundo, de planta rectangular.
La puerta daba a la fachada oeste; hecha con un arco de medio punto, con dos arquivoltas en degradación y columnitas. En la misma fachada había tres ventanas, la central seguramente de la obra original, con arquivolta. La fachada acababa con una espadaña de cinco ojos distribuidos en tres pisos.
La decoración exterior debía de ser bastante rica. Se ha perdido la mayoría pero se conservan de ella restos esparcidos: unos en el Pont de Suert (reaprovechados como elementos de construcción de las casas) y otros en lugares diversos como la casa Junyent de Esplugas de Llobregat. También puede ser que vengan de Lavaix algunos de los capiteles conservados en el Museo Marès o en el Museo Nacional de Arte de Cataluña que constan como de procedencia desconocida.
De todo este conjunto, actualmente se conserva el ángulo noreste de la nave, el pilar sudeste del crucero, el arranque del arco presbiterial de absidiolo sur y un fragmento de la parte baja del resto de los muros.